# 群馬総社駅
群馬総社駅（ぐんまそうじゃえき）は、群馬県前橋市総社町植野にある、東日本旅客鉄道（JR東日本）上越線の駅である。
渋川駅から乗入れる吾妻線の列車も利用可能。

## 歴史
- 1921年（大正10年）7月1日：鉄道省の駅として開設。
- 1963年（昭和38年）7月26日：構内に跨線橋を設置[1]。
- 1987年（昭和62年）4月1日：国鉄分割民営化に伴い、JR東日本の駅となる。
- 2004年（平成16年）10月16日：ICカードSuica供用開始[2]。
- 2022年（令和4年）11月30日：みどりの窓口営業終了[3]。

## 駅構造
単式ホーム2面2線を有する地上駅。以前は単式・島式混合2面3線だったが、中線が撤去された。1番線ホームに接して古い木造駅舎がある。また、2番線に当たる場所は線路が撤去されているため、欠番となっている。両ホームは跨線橋で連絡している。将来的に東西自由通路を建設し、西口が開設される予定。
新前橋駅管理の業務委託駅（JR東日本ステーションサービス受託）。自動券売機・簡易Suica改札機が設置されている。

### のりば
| 番線 | 路線     | 方向 | 行先                     |
| ---- | -------- | ---- | ------------------------ |
| 1    | ■ 上越線 | 上り | 新前橋・高崎方面         |
| 3    | ■ 上越線 | 下り | 渋川・水上方面           |
| 3    | ■ 吾妻線 | 下り | 中之条・長野原草津口方面 |

（出典：JR東日本:駅構内図）

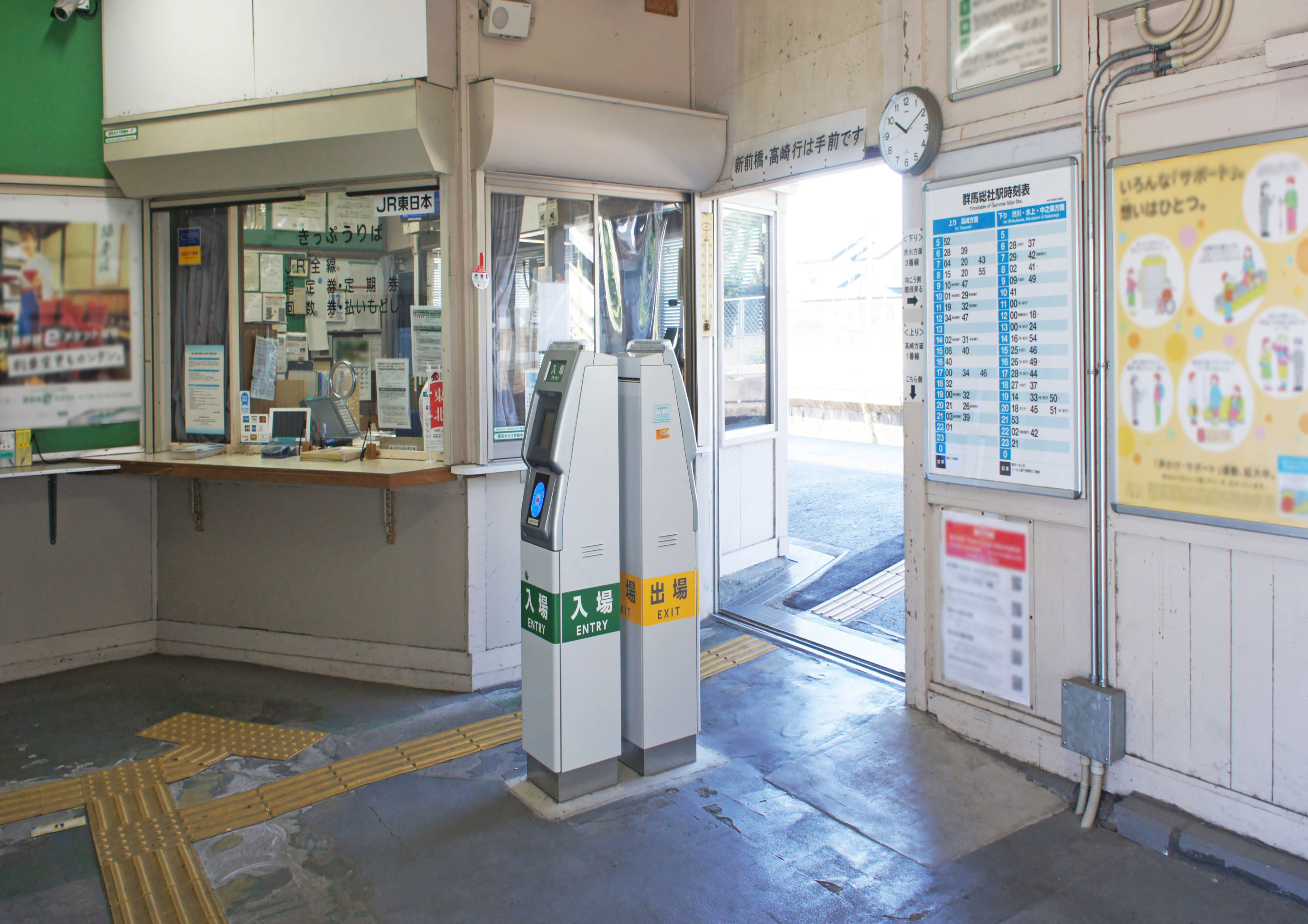
改札口（2021年7月）
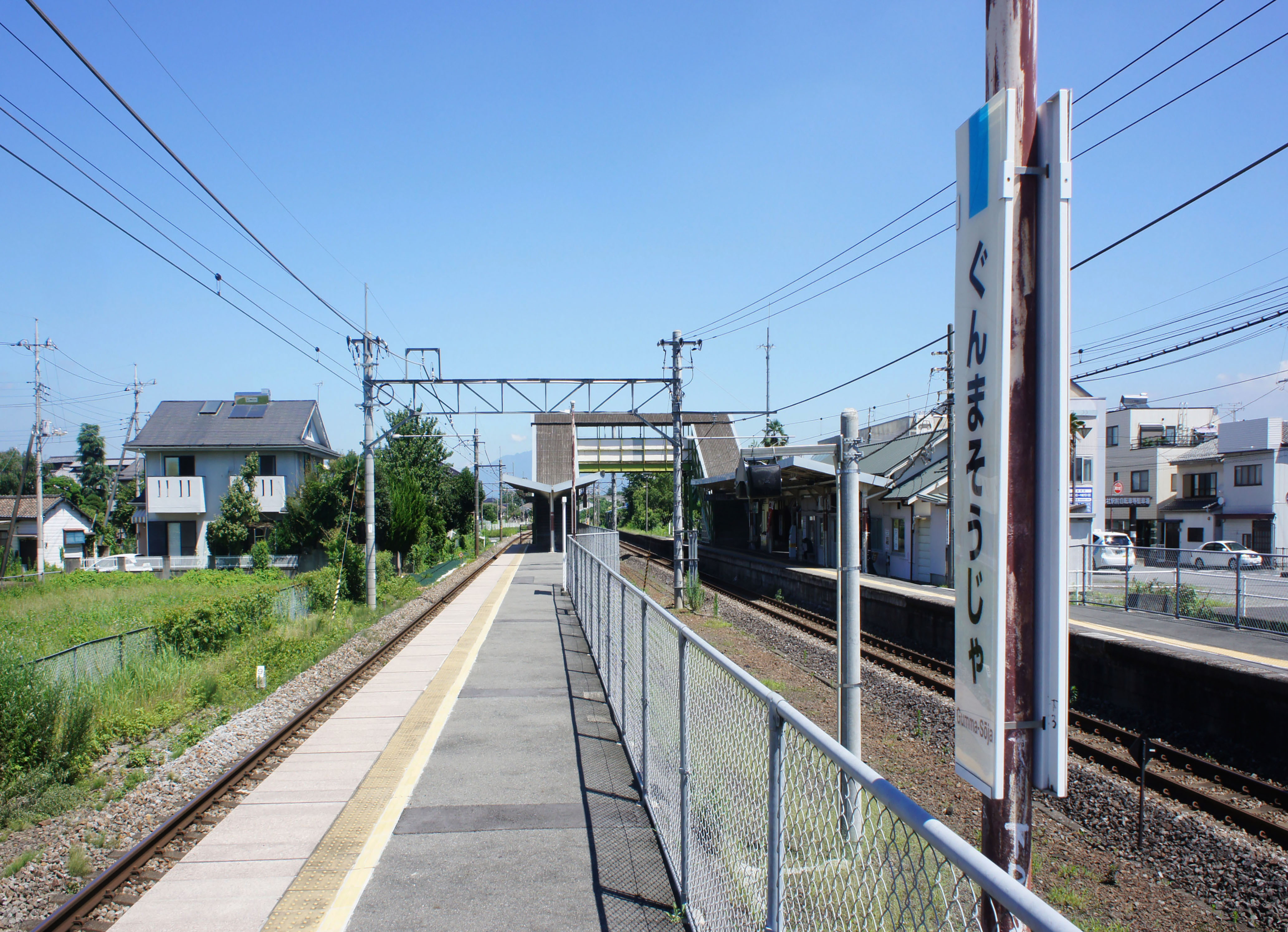
ホーム（2021年7月）

## 利用状況
JR東日本によると、2023年度（令和5年度）の1日平均乗車人員は1,635人である。
2000年度（平成12年度）以降の推移は以下の通り。
| 乗車人員推移       | 乗車人員推移     | 乗車人員推移    |
| 年度               | 1日平均 乗車人員 | 出典            |
| ------------------ | ---------------- | --------------- |
| 2000年（平成12年） | 1,471            | [ 利用客数 2 ]  |
| 2001年（平成13年） | 1,514            | [ 利用客数 3 ]  |
| 2002年（平成14年） | 1,529            | [ 利用客数 4 ]  |
| 2003年（平成15年） | 1,496            | [ 利用客数 5 ]  |
| 2004年（平成16年） | 1,474            | [ 利用客数 6 ]  |
| 2005年（平成17年） | 1,469            | [ 利用客数 7 ]  |
| 2006年（平成18年） | 1,466            | [ 利用客数 8 ]  |
| 2007年（平成19年） | 1,456            | [ 利用客数 9 ]  |
| 2008年（平成20年） | 1,536            | [ 利用客数 10 ] |
| 2009年（平成21年） | 1,542            | [ 利用客数 11 ] |
| 2010年（平成22年） | 1,486            | [ 利用客数 12 ] |
| 2011年（平成23年） | 1,442            | [ 利用客数 13 ] |
| 2012年（平成24年） | 1,463            | [ 利用客数 14 ] |
| 2013年（平成25年） | 1,534            | [ 利用客数 15 ] |
| 2014年（平成26年） | 1,548            | [ 利用客数 16 ] |
| 2015年（平成27年） | 1,612            | [ 利用客数 17 ] |
| 2016年（平成28年） | 1,638            | [ 利用客数 18 ] |
| 2017年（平成29年） | 1,659            | [ 利用客数 19 ] |
| 2018年（平成30年） | 1,696            | [ 利用客数 20 ] |
| 2019年（令和元年） | 1,725            | [ 利用客数 21 ] |
| 2020年（令和02年） | 1,252            | [ 利用客数 22 ] |
| 2021年（令和03年） | 1,369            | [ 利用客数 23 ] |
| 2022年（令和04年） | 1,527            | [ 利用客数 24 ] |
| 2023年（令和05年） | 1,635            | [ 利用客数 1 ]  |

## 駅周辺

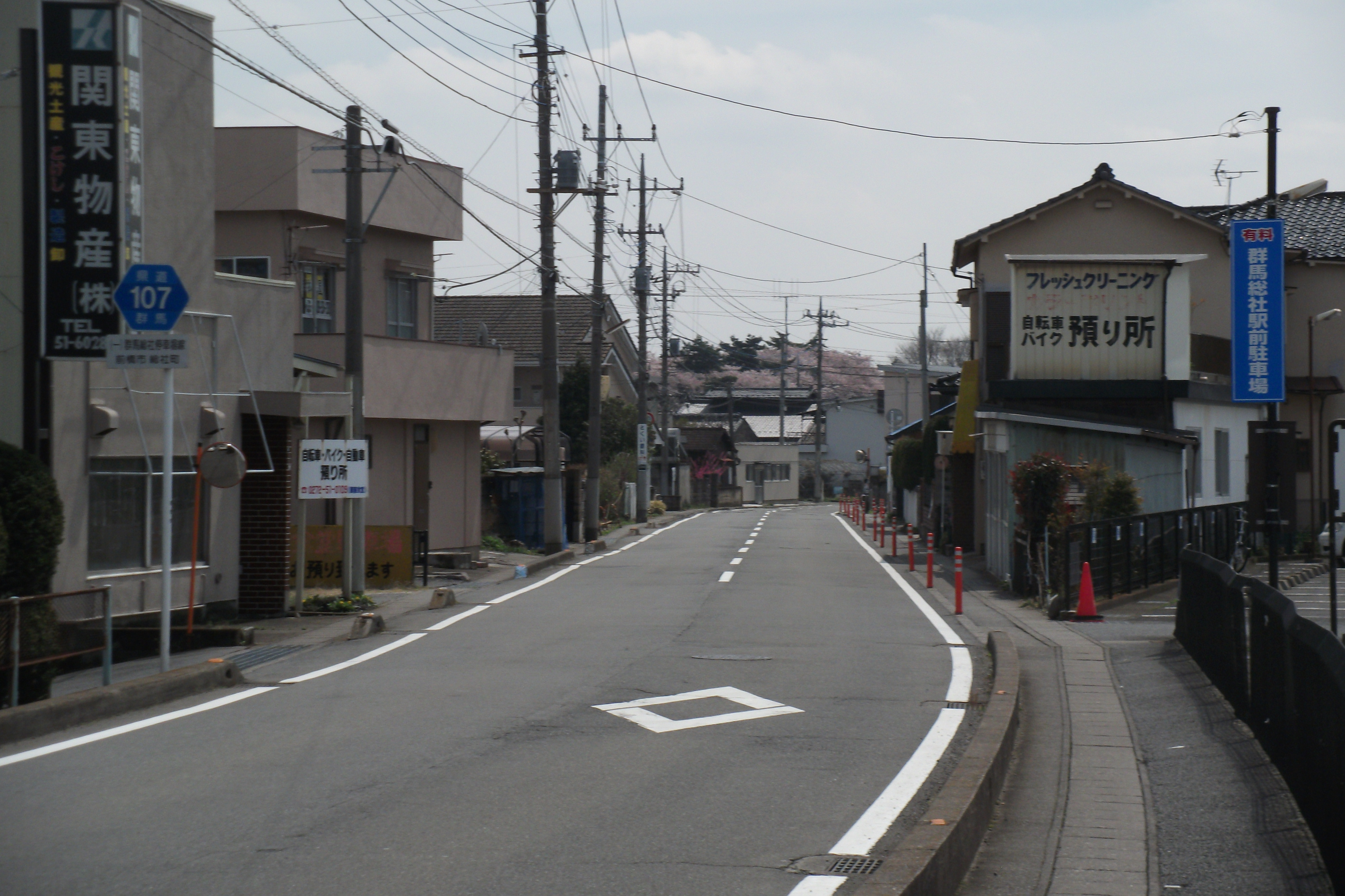
駅前通り（群馬県道107号群馬総社停車場線）

周辺は古代、上野国の中心であった。上野国分寺跡が近い。
- 総社二子山古墳
- 宝塔山古墳
- 蛇穴山古墳
- 敷島公園
- 前橋総社北郵便局
- 総社郵便局
- 前橋市役所総社出張所
- 利根川
- 日新電機前橋製作所
- 新進総社工場
- NSKステアリングシステムズ
- ドン・キホーテ 吉岡店

## バス路線
「群馬総社駅」停留所から、日本中央バスが運行する路線バスが発着する。
- 前橋吉岡線：上野田四つ角

## その他

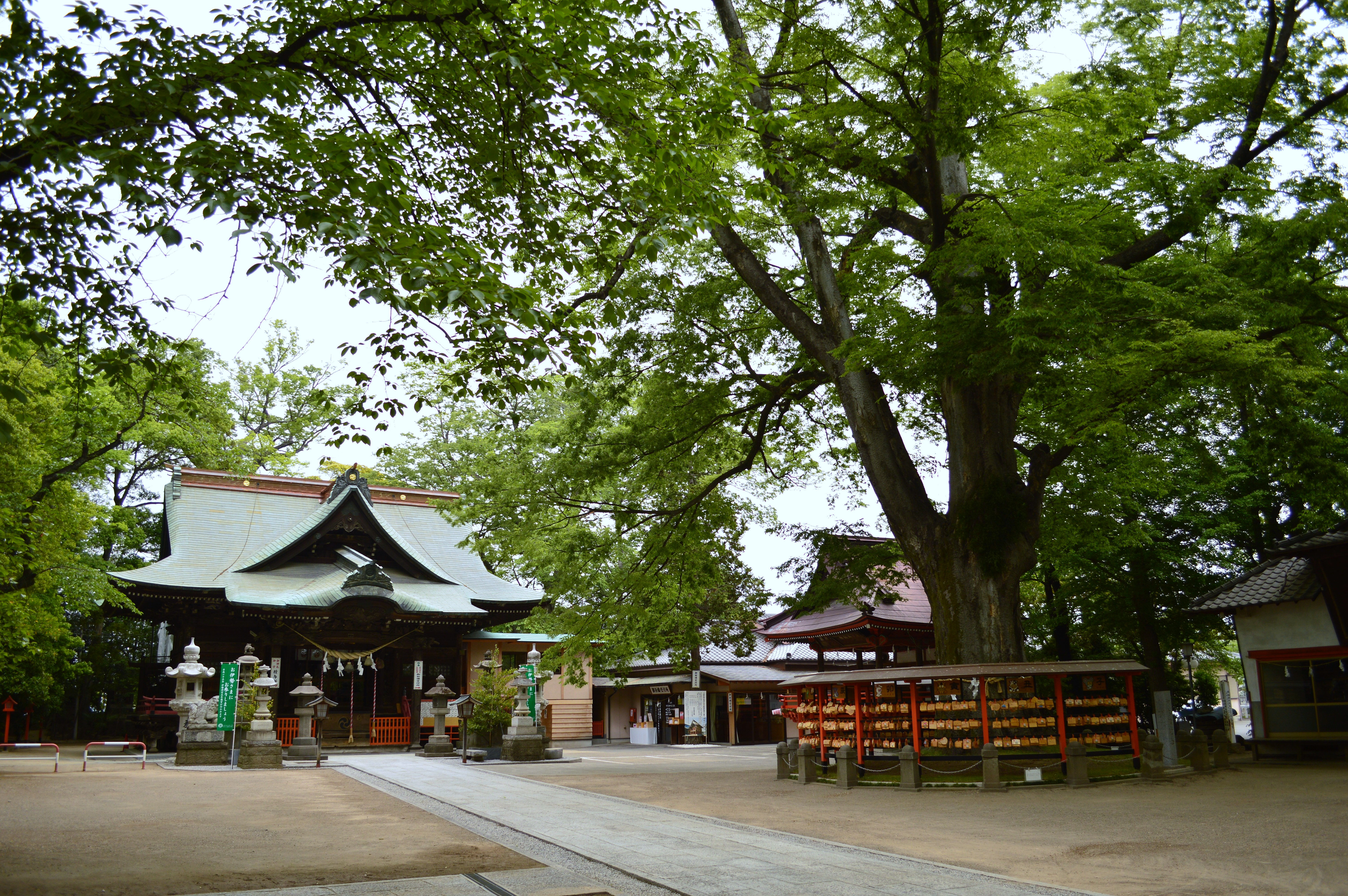
上野総社神社

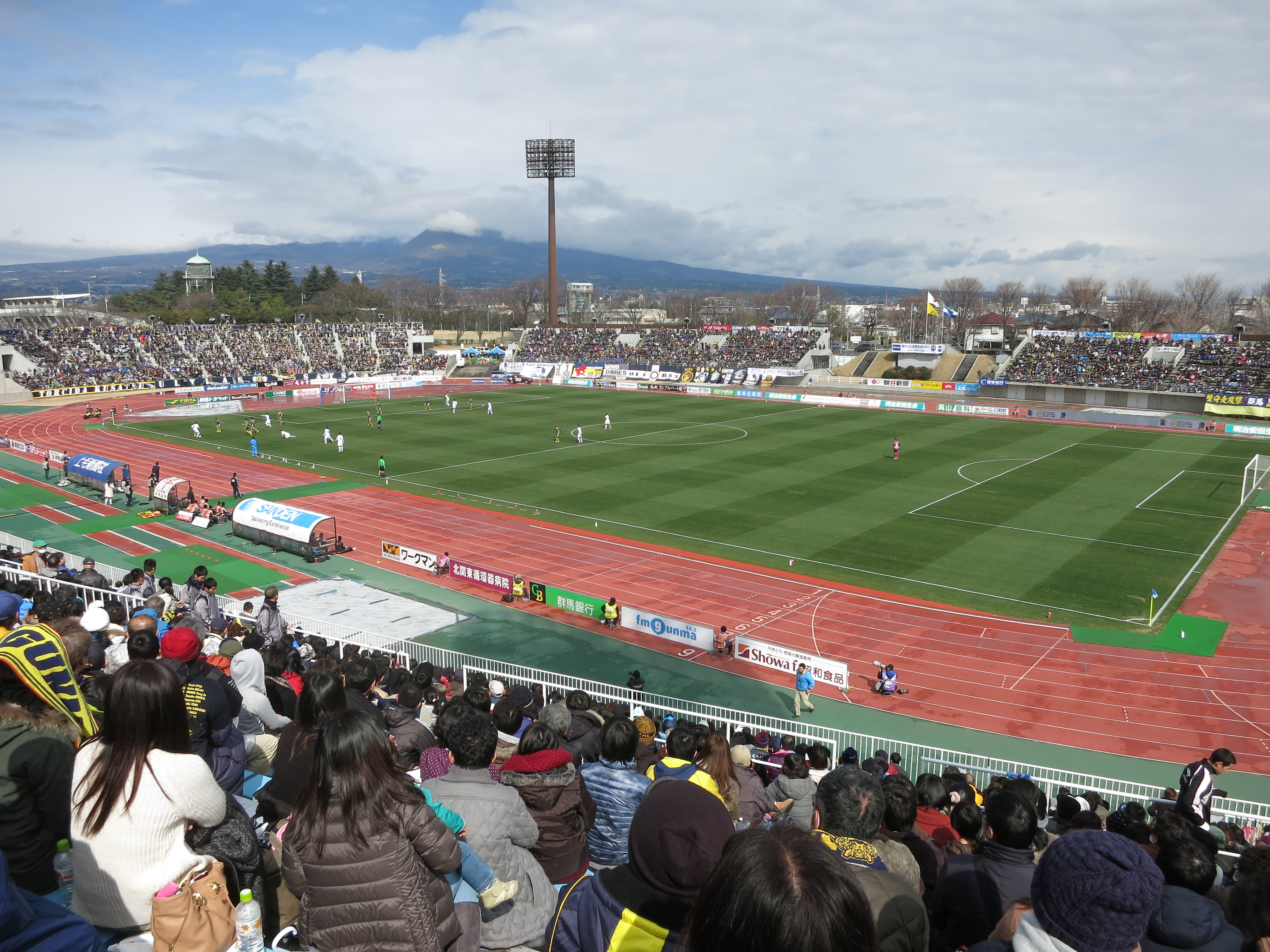
敷島公園正田醤油スタジアム群馬

駅名の由来は前橋市元総社町に所在する上野総社神社（こうずけそうじゃじんじゃ）であるが、当駅の開業時点で既に岡山県に総社駅が所在しており、旧国鉄やJR東日本では東京都の上野駅との混同を回避するため群馬県外に所在する別の駅と名称が重複する県内の駅に関しては、旧国名である「上野」で無く現在の県名である「群馬」を冠している。なお、上野総社神社との距離は当駅よりも隣の新前橋駅の方が近い。
当駅は群馬県立運動・緑地公園である敷島公園に最も近い鉄道駅であり、公園内の陸上競技場を本拠地としてザスパクサツ群馬が2005年（平成17年）にJ2リーグに参加した際には、当駅と陸上競技場の約4kmの間にも観戦客向けシャトルバスが運行されていたが、その後廃止され、利便性の高い前橋駅や高崎駅への発着に集約された。
専用線
以前は当駅から日新電機前橋製作所まで専用線が分岐していた。1970年代に廃止されたが、現在でも二子山踏切付近で線路跡を見ることができる。

## 隣の駅
東日本旅客鉄道（JR東日本）
■上越線・■吾妻線（吾妻線は高崎駅 - 渋川駅間上越線）
新前橋駅 - 群馬総社駅 - 八木原駅

### 記事本文